# Разложение Риччи
Разложение Риччи — это разложение тензора кривизны Римана на неприводимые относительно ортогональной группы тензорные части. 
Это разложение играет важную роль в римановой и псевдоримановой геометрии.

## Составные части тензора Римана
Разложение выглядит так:
{\displaystyle R_{abcd}=\,S_{abcd}+E_{abcd}+C_{abcd}.}
Его элементами являются:
1. скалярная часть {\displaystyle S_{abcd}},
2. полубесследовая часть {\displaystyle E_{abcd}},
3. полностью бесследовая часть, носящая специальное название тензор Вейля, {\displaystyle C_{abcd}}.

Каждый элемент имеет те же симметрии, как и тензор кривизны, но также обладает специфическими алгебраическими свойствами.
Скалярная часть
{\displaystyle S_{abcd}={\frac {R}{(n-1)\,(n-2)}}\,H_{abcd}}
зависит только от скалярной кривизны {\displaystyle R={R^{m}}_{m}} (где {\displaystyle R_{ab}={R^{c}}_{acb}} — тензор Риччи), и метрического тензора {\displaystyle g_{ab}}, который комбинируется таким образом, чтобы дать тензор {\displaystyle H_{abcd}} с симметрией тензора кривизны:
{\displaystyle H_{abcd}=g_{ad}\,g_{cb}-g_{ac}\,g_{db}=2g_{a[d}\,g_{c]b}.}
Полубесследовая часть
{\displaystyle E_{abcd}={\frac {1}{n-2}}\,\left(g_{ac}\,R_{bd}-g_{ad}\,R_{bc}+g_{bd}\,R_{ac}-g_{bc}\,R_{ad}\right)={\frac {2}{n-2}}\,\left(g_{a[c}\,R_{d]b}-g_{b[c}\,R_{d]a}\right)}
получается аналогичным образом из бесследовой части тензора Риччи
{\displaystyle S_{ab}=R_{ab}-{\frac {1}{n}}\,g_{ab}\,R}
и метрического тензора {\displaystyle g_{ab}}.
Тензор Вейля полностью бесследовой в том смысле, что его свёртка по любой паре индексов даёт ноль.
Герман Вейль показал, что этот тензор измеряет отклонение псевдориманова многообразия от конформно-плоского:
в рамерностях 4 и выше, обращение его в ноль, влечёт, что многообразие локально конформно-эквивалентно плоскому многообразию.
Это разложение — чисто алгебраическое и не включает в себя никаких дифференцирований.
В случае лоренцева 4-мерного многообразия (например, пространства-времени) тензор Эйнштейна {\displaystyle G_{ab}=R_{ab}-1/2\,g_{ab}R} имеет след, равный скалярной кривизне с обратным знаком, так что бесследовые части тензора Эйнштейна и тензора Риччи совпадают
{\displaystyle S_{ab}=R_{ab}-{\frac {1}{4}}\,g_{ab}\,R=G_{ab}-{\frac {1}{4}}\,g_{ab}\,G.}
Замечание о терминологии: обозначения {\displaystyle R_{abcd},\,C_{abcd}} — стандартны, {\displaystyle S_{ab},\,E_{abcd}} — широко распространены, но не общеприняты, а тензоры {\displaystyle S_{abcd}} и {\displaystyle H_{abcd}} не имеют устоявшихся обозначений.

## Как неприводимое представление
Разложение Риччи представляет собой разложение пространства всех тензоров с симметрией тензора кривизны на неприводимые представления ортогональной группы.
Пусть V — n-мерное векторное пространство с введённой на нём метрикой (возможно, смешанной сигнатуры). Если оно представляет собой касательное пространство в точке многообразия, то тензор кривизны R с ковариантными индексами представляет собой элемент тензорного произведения V⊗V⊗V⊗V, такой что он антисимметричен по паре первых и последних элементов:
{\displaystyle R(x,y,z,w)=-R(y,x,z,w)=-R(x,y,w,z)}
и симметричен относительно их перестановки
{\displaystyle R(x,y,z,w)=R(z,w,x,y),}
для всех x,y,z,w ∈ V∗.
Тогда R принадлежит подпространству {\displaystyle S^{2}\Lambda ^{2}V},
квадратичных форм на бивекторах пространства V.
Помимо этого, тензор кривизны должен также удовлетворять тождеству Бианки, обозначающему, что он принадлежит ядру линейного отображения антисимметризации {\displaystyle b\colon S^{2}\Lambda ^{2}V\to \Lambda ^{4}V}
{\displaystyle b\colon R(x,y,z,w)\mapsto {\tfrac {1}{3}}\cdot [R(x,y,z,w)+R(y,z,x,w)+R(z,x,y,w)].}
Ядро  {\displaystyle \mathop {\rm {Ker}} b\subset S^{2}\Lambda ^{2}V} представляет собой пространство алгебраических тензоров кривизны.
Разложение Риччи представляет собой разложение этого пространства на неприводимые компоненты.
Отображение свёртки Риччи
{\displaystyle c:S^{2}\Lambda ^{2}V\to S^{2}V}
определяется равенством
{\displaystyle c(R)(x,y)=\operatorname {tr} R(x,\cdot ,y,\cdot ).}
Это отображение позволяет сопоставить каждому алгебраическому тензору кривизны симметрическую 2-форму.
Наоборот, для любых симметрических 2-форм {\displaystyle h} и {\displaystyle k} произведение Кулкарни — Номидзу
{\displaystyle h{~\wedge \!\!\!\!\!\!\bigcirc ~}k(x,y,z,w)=h(x,z)k(y,w)+h(y,w)k(x,z)-h(x,w)k(y,z)-h(y,z)k(x,w)}
определяет алгебраический тензор кривизны.
При {\displaystyle n\geq 4} имеется (единственное) ортогональное разложение на неприводимые подпространства:
RV = SV ⊕ EV ⊕ CV,
где
{\displaystyle \mathbf {S} V=\mathbb {R} g\circ g;}
{\displaystyle \mathbf {E} V=g\circ S_{0}^{2}V,} где S2
0V — пространство симметричных 2-форм с нулевым следом;
{\displaystyle \mathbf {C} V=\ker c\cap \ker b.}
Компоненты S, E и C разложения Риччи данного тензора Римана R представляют собой ортогональные проекции R на инвариантные подпространства.
В частности,
{\displaystyle R=S+E+C}
и
{\displaystyle |R|^{2}=|S|^{2}+|E|^{2}+|C|^{2}.}
Разложение Риччи выражает пространство тензоров с симметрией тензора Римана как прямую сумму скалярного подмодуля, подмодуля Риччи и подмодуля Вейля.
Каждый из этих модулей представляет собой неприводимое представление ортогональной группы, и таким образом это разложение является частным случаем разложения модуля полупростой группы Ли на неприводимые множители.
В 4-мерном случае, модуль Вейля разлагается дополнительно в пару неприводимых множителей по специальной ортогональной группе: самодуальную и антисамодуальную части W+ и W−.

## Физическая интерпретация
Разложение Риччи имеет физическое значение в рамках общей теории относительности и других метрических теорий гравитации, где оно называется иногда разложением Гехеняу — Дебевера (Géhéniau-Debever).
В этой теории уравнения Эйнштейна
{\displaystyle G^{ab}=8\pi \,T^{ab},}
где {\displaystyle T^{ab}} — тензор энергии-импульса, который содержит плотности и потоки энергии и импульса всей негравитационной материи, утверждают, что тензор Ричи (или, эквивалентно, тензор Эйнштейна) описывают ту часть гравитационного поля, которая непосредственно порождается негравитационными энергией и импульсом.
Тензор Вейля представляет собой часть гравитационного поля, которая распространяется даже через области пространства, не содержащие материи или полей негравитационной природы — например, в виде гравитационных волн или приливных сил.
Области пространства-времени, в которых тензор Вейля обнуляется, не содержат гравитационных волн и являются конформно плоскими, что влечёт за собой, например, отсутствие гравитационного отклонения света в таких областях.